# Leuctra pseudosignifera
Leuctra pseudosignifera är en bäcksländeart som beskrevs av Aubert 1954. Leuctra pseudosignifera ingår i släktet Leuctra och familjen smalbäcksländor. Inga underarter finns listade i Catalogue of Life.